# Lupinoblennius nicholsi
Lupinoblennius nicholsi är en fiskart som först beskrevs av Tavolga, 1954.  Lupinoblennius nicholsi ingår i släktet Lupinoblennius och familjen Blenniidae. Inga underarter finns listade i Catalogue of Life.